# ベトナムにおけるドラえもん
ベトナムにおけるドラえもんでは、日本の漫画家、藤子・F・不二雄の漫画『ドラえもん』およびそれを原作とする作品群のベトナムにおける状況について述べる。『ドラえもん』はベトナムにおいても国民的な人気があり知名度は高い。ベトナム語では Đôrêmon, Doraemon と呼ばれており、1992年にキムドン社(Nhà xuất bản Kim Đồng) から第1巻が刊行され、書店に行列ができるほどの人気になったという。当初はいわゆる海賊版であったが、1998年に小学館と契約を締結し出版権を取得。作者である藤子・F・不二雄の意向もあり、著作権料による奨学基金「ドラえもん基金」が設立された。2013年時点で、ベトナムにおける『ドラえもん』の発行部数は1200万部近くに達する。
ベトナム語版『ドラえもん』の台詞はタイ語版からの翻訳であり、源静香が「シャワーシーン」において水着を着用しているなどの改変もなされている。ジャイアンこと剛田武のセリフである「おまえのものはおれのもの、おれのものもおれのもの」も知られており、また漫画本以外の関連グッズも人気があるという。キムドン社の社長であるファン・クァン・ビンは、『ドラえもん』が人気となった高度経済成長期の日本と、1990年代以降のベトナムは時代背景が重なっていることが人気の理由ではないかと述べている。
1999年からはテレビアニメの放映も開始されている。テレビアニメは10年以上にわたって放送されており、オープニング主題歌である『ドラえもんのうた』はベトナム人に最もよく知られた日本の歌の一つとされる。
2006年には映画シリーズの『ドラえもん のび太の恐竜2006』が、続いて2013年に『ドラえもん のび太のひみつ道具博物館』が上映され、以後2020年の『ドラえもん のび太の新恐竜』公開の時点で、毎年映画シリーズが上映されている（『STAND BY ME ドラえもん』を含む）。